# Скалярна проєкція

Якщо кут 0° ≤ θ ≤ 90°, то скалярна проєкція a на b збігається з довжиною проєкції вектора.

Векторна проєкція a на b (a_{1}), вектор відхилення a від b (a_{2}).

У математиці, скалярна проєкція вектора {\displaystyle \mathbf {a} } на вектор {\displaystyle \mathbf {b} }, яка також називається скалярним компонентом вектора {\displaystyle \mathbf {a} } по напрямку вектора {\displaystyle \mathbf {b} }, задається у вигляді:
{\displaystyle s=|\mathbf {a} |\cos \theta =\mathbf {a} \cdot \mathbf {\hat {b}} ,}
де оператор {\displaystyle \cdot } позначає скалярний добуток, {\displaystyle {\hat {\mathbf {b} }}} — це одиничний вектор по напрямку {\displaystyle \mathbf {b} }, {\displaystyle |\mathbf {a} |} — це довжина вектора {\displaystyle \mathbf {a} }, і {\displaystyle \theta } — кут між {\displaystyle \mathbf {a} } і {\displaystyle \mathbf {b} }.
Скалярна проєкція — це скаляр, значення якого дорівнює евклідовій нормі ортогональної проєкції вектора {\displaystyle \mathbf {a} } на {\displaystyle \mathbf {b} }, і береться зі знаком мінус, якщо проєкція має протилежний напрямок відносно напрямку вектора {\displaystyle \mathbf {b} }.
Вектор, отриманий як добуток скалярної проєкції {\displaystyle \mathbf {a} } на {\displaystyle \mathbf {b} } на одиничний вектор {\displaystyle \mathbf {\hat {b}} } називається векторною проєкцією {\displaystyle \mathbf {a} } на {\displaystyle \mathbf {b} }.

## Визначення засноване на кутіθ
Якщо відомий кут {\displaystyle \theta } між векторами {\displaystyle \mathbf {a} } і {\displaystyle \mathbf {b} }, то скалярна проєкція {\displaystyle \mathbf {a} } на {\displaystyle \mathbf {b} }
може бути розрахована з використанням такого виразу
{\displaystyle s=|\mathbf {a} |\cos \theta .}

## Визначення в термінах a і b
Якщо кут {\displaystyle \theta } не відомий, косинус {\displaystyle \theta } може бути розрахований через вектори {\displaystyle \mathbf {a} } і {\displaystyle \mathbf {b} }, використовуючи таку властивість скалярного добутку {\displaystyle \mathbf {a} \cdot \mathbf {b} }:
{\displaystyle {\frac {\mathbf {a} \cdot \mathbf {b} }{|\mathbf {a} |\,|\mathbf {b} |}}=\cos \theta \,}
Згідно з цією властивістю, визначення скалярної проєкції {\displaystyle s\,} буде виглядати таким чином:
{\displaystyle s=|\mathbf {a} |\cos \theta =|\mathbf {a} |{\frac {\mathbf {a} \cdot \mathbf {b} }{|\mathbf {a} |\,|\mathbf {b} |}}={\frac {\mathbf {a} \cdot \mathbf {b} }{|\mathbf {b} |}}\,}

## Властивості
Скалярна проєкція матиме негативний знак, якщо {\displaystyle 90<\theta \leqslant 180} градусів. Це збігається з відповідною векторною проєкцією евклідової норми, якщо кут менший за 90°. Більш конкретно, якщо векторна проєкція позначається як {\displaystyle \mathbf {a} _{1}} а її довжина {\displaystyle |\mathbf {a} _{1}|}:
{\displaystyle s=|\mathbf {a} _{1}|,} якщо {\displaystyle 0<\theta \leqslant 90} градусів,
{\displaystyle s=-|\mathbf {a} _{1}|,} якщо {\displaystyle 90<\theta \leqslant 180} градусів.